# Styloleptus thompsoni
Styloleptus thompsoni là một loài bọ cánh cứng trong họ Cerambycidae.